# Kahle Wart (Pass)
Die Passstraße Kahle Wart ist ein Pass in Ostwestfalen, der über das Wiehengebirge führt und den (zu Lübbecke gehörenden) Stadtteil Obermehnen im Norden mit dem südlich des Wiehengebirges gelegenen (zu Hüllhorst gehörenden) Gemeindeteil Oberbauerschaft verbindet.
Die Straße über diesen Pass ist die Kreisstraße K 60 des Kreises Minden-Lübbecke.

## Geschichte
Die Passstraße wurde durch herabstürzende Bäume während des Sturmtiefs Lothar stark beschädigt. In der Folge dessen wurde der Unterhalt der Straße erstmals thematisiert und die Gemeindeverbindung zum 1. Januar 2009 zwischen Hüllhorst und Lübbecke zur Kreisstraße. Die Reparatur der Kreisstraße wird in der Planung des Kreises Minden-Lübbecke seitdem mit einer Option zum Ausbau mit höherem Regelquerschnitt behandelt, der auch LKW-Verkehr zulassen würde.

## Beschreibung
Am Fuß des Wiehengebirges und südlichen Ende der Passstraße liegt die Freilichtbühne Kahle Wart.